# Kunbir atripes
Kunbir atripes är en skalbaggsart som först beskrevs av Maurice Pic 1924.  Kunbir atripes ingår i släktet Kunbir och familjen långhorningar.
Artens utbredningsområde är Laos. Inga underarter finns listade i Catalogue of Life.